# Три дня до убийства
«Три дня до убийства» (англ. Three Days to a Kill) — кинофильм.

## Сюжет
На морской базе около Чикаго колумбийским наркобароном похищен посол. Морской офицер просит своего друга Кэла помочь его спасти. Кэл убеждает выпустить заключенного в тюрьму эксперта по взрывчатке Рика. Вдвоём они едут на встречу с Иоландой, которая, возможно, знает место нахождения этого наркобарона. Так эта троица образовывают команду, которая должна спасти посла.

## В ролях
- Фред Уильямсон — Кэл
- Генри Сильва — наркобарон Перес
- Бо Свенсон — Рик
- Ким Дакур — Иоланда
- Чак Коннорс — капитан Дэмиен Райт
- Кэрол Браун — посол Барнес